# 華山美玲
華山 美玲（かやま みれい 1974年12月7日- ）は、日本のAV女優。
趣味・特技：マッサージ、ヨガ、テニス。  

## 略歴
2009年10月に『新人 初撮り はちきれる果肉 はちきれるからだ』でAVデビュー。

## 出演作品

### アダルトビデオ
2009年
- 新人 初撮り はちきれる果肉 はちきれるからだ（2009年10月13日、百花美人）
- 完熟 （2009年11月13日、百花美人）
- 汗だくで腰を振りたくて （2009年12月13日、百花美人）